# Flusshafen Cherson

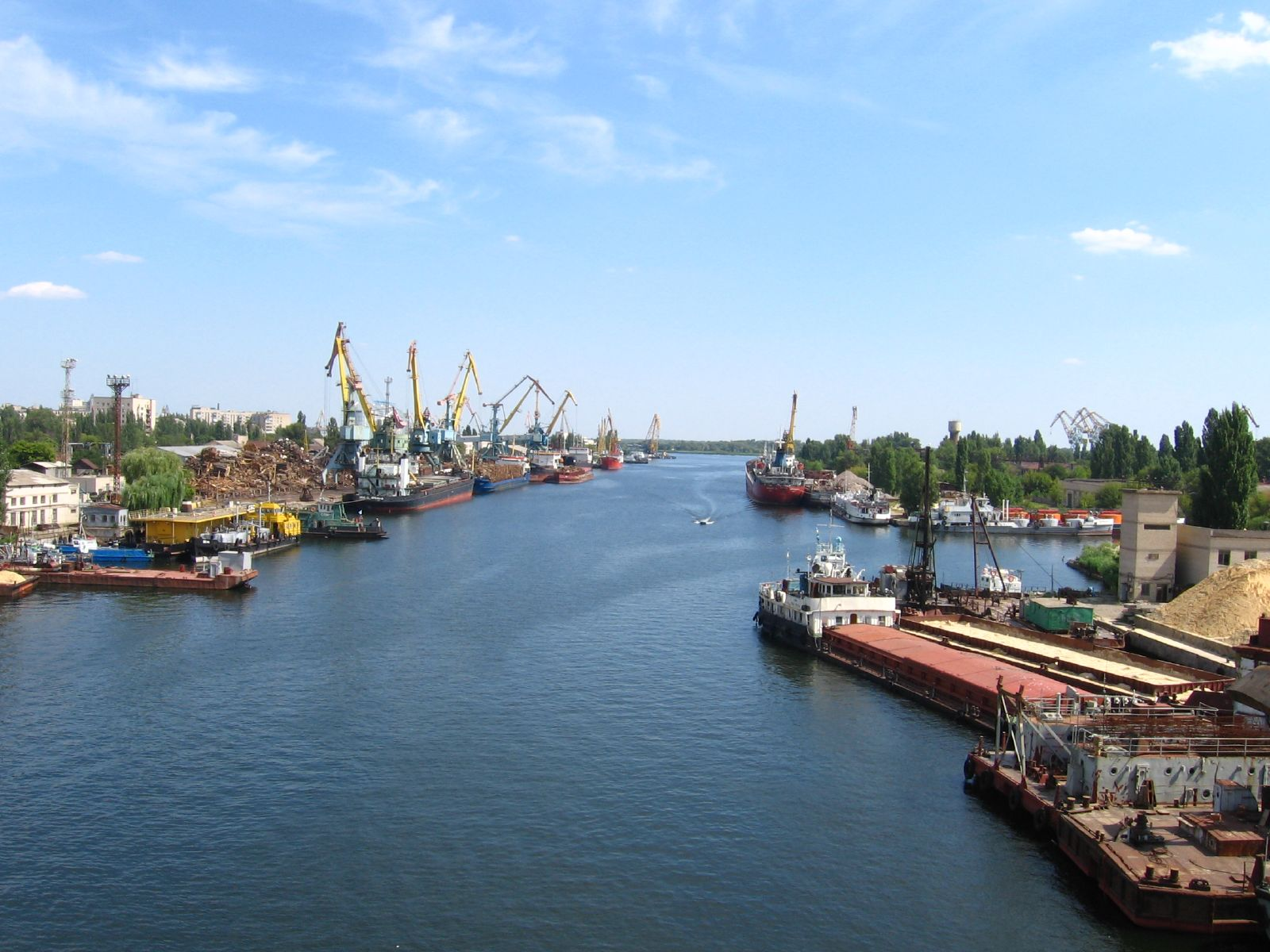
Hafenanlagen

Der Flusshafen Cherson (ukrainisch Херсонський річковий порт) ist ein Binnenhafen in der ukrainischen Oblasthauptstadt Cherson und ein bedeutender Knotenpunkt zwischen dem Schiff-, Straßen- und Bahntransport der Ukraine. Er befindet sich an einem Seitenarm des Dnepr und in der Nähe des Seehafens Cherson, über welchen die Stadt mit der Hochseeschifffahrt auf dem Schwarzen Meer verbunden ist.

## Geschichte
Der Hafen von Cherson entstand schon bei der Gründung der Stadt, die im Jahr 1778 auf Weisung der russischen Zarin Katharina II. erfolgte. Cherson ist die südlichste Stadt am Dnepr vor dessen Mündung in das Meer und liegt am Rand des Dneprdeltas. Der Ort bildete den letzten Umschlagplatz auf dem Fluss, der zudem auch für seetaugliche Schiffe zugänglich war. In der Anfangszeit befanden sich die Hafenanlagen direkt am Flussufer unterhalb der Stadt und der Festung von Cherson.
Um den seit dem 19. Jahrhundert zunehmenden Warenumschlag bewältigen zu können, errichteten die Hafenbehörden südwestlich der Stadt am Fluss Koschewa, einem Seitenarm des Dnepr, und in künstlich geschaffenen Hafenbecken zahlreiche neue Anlegeplätze an langen Kais. Dieser Bereich wird seit 1946 als Flusshafen Cherson bezeichnet und damit vom Seehafen Cherson, der sich am Dneprufer befindet, unterschieden. Beide Hafenbereiche sind mit dem Eisenbahnnetz verbunden.

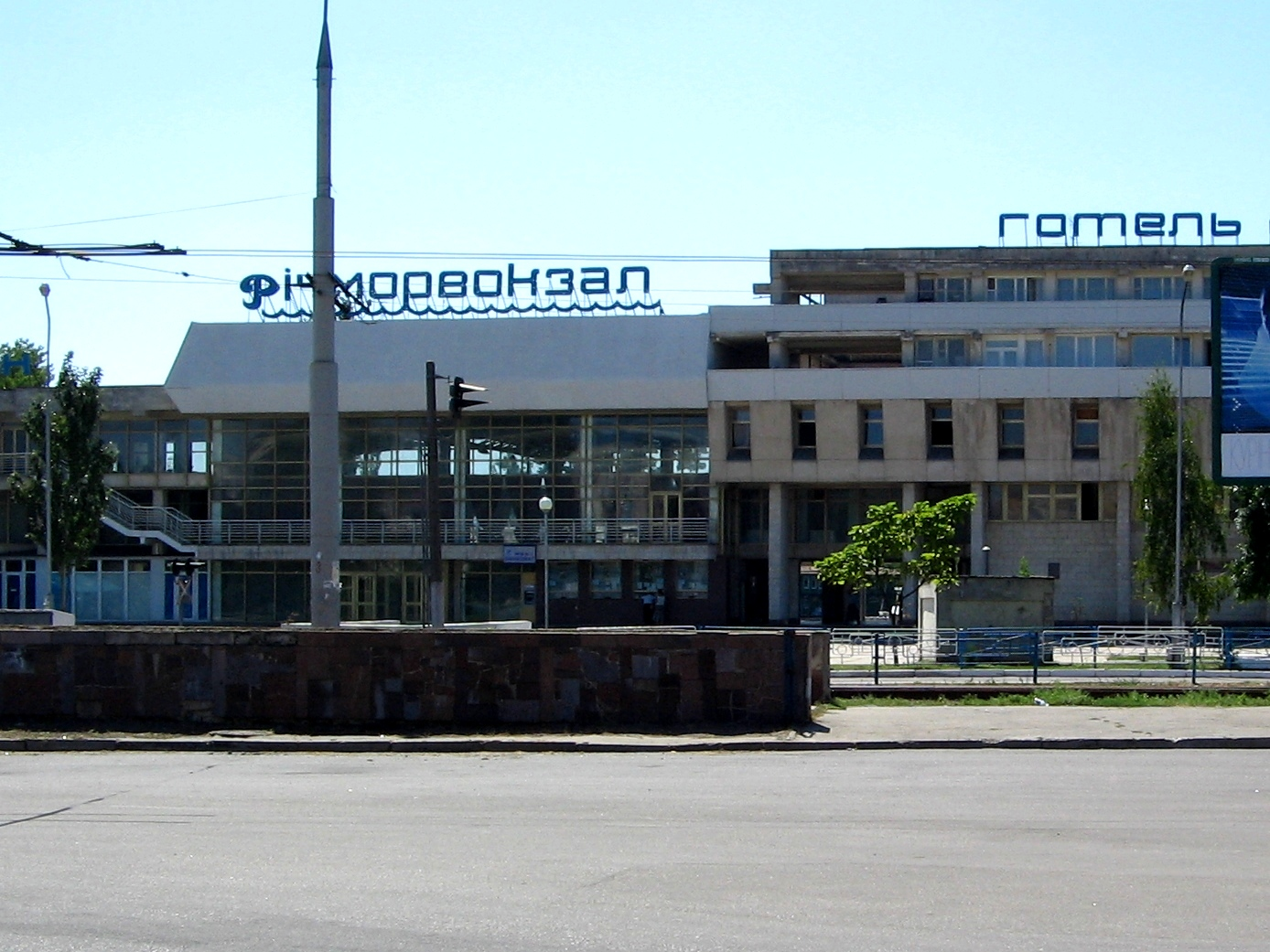
Empfangsgebäude der Flussschifffahrt

Während der Seehafen der staatlichen ukrainischen Seehafenbehörde untersteht, betreibt das Binnenschifffahrtsunternehmen Ukrrichflot den Flusshafen von Cherson, an welchem auch die Ausflugsschiffe und Kreuzfahrtschiffe anlegen, die auf dem Dnepr bis nach Kiew fahren können. Die Binnenschifffahrt wird jährlich von über einer Million Passagieren genutzt.
Im 20. Jahrhundert erweiterten sowohl der Seehafen als auch der Flusshafen von Cherson ihre Anlagen um mehrere neue Kais an den Ufern des Dnepr und der Koschewa. Südlich des Flusshafens liegt an einem weiteren künstlichen Hafenbecken die Werft Cherson. In der Umgebung befinden sich zahlreiche weitere Industriebetriebe. 2017 errichtete der führende ukrainische Getreideexporteur Nibulon mit Sitz in Mykolajiw beim Hafen von Cherson ein neues Getreideterminal.
Im Winter werden die Fahrrinnen in den Häfen von Eisbrechern offen gehalten.
Seit der Eroberung der Südukraine durch Russland im Frühjahr 2022 sind die Schifffahrt auf dem Dnepr und die Zufahrt vom Hinterland zu den Häfen von Cherson unterbrochen.